# Красій Микола Павлович
Красій Микола Павлович (1908—1963) — радянський, український кінорежисер.
Народився 31 жовтня 1908 р. в Києві в робітничій родині. Закінчив режисерський факультет Одеського музично-драматичного інституту (1929) і режисерський факультет Всесоюзного державного інституту кінематографії (1937). 
Працював режисером і актором у театрах Харкова, Одеси (1928–1934). 
З 1937 р. — режисер Київської кіностудії. Учасник Німецько-радянської війни.
В 1948–1951 рр. працював на «Укркінохроніці». 
З 1954 р. — режисер Київської кіностудії художніх фільмів. 
Поставив фільми: «Кубанці» (1939, у співавт.), документальні стрічки: «Ірпінська пойма» (1949), «Комплексна механізація» (1950), «Прикарпаття» (1951), художні кінокартини: «Долина синіх скель» (1956), «Гроза над полями» (1958, у співавт.). 
Був членом Спілки кінематографістів УРСР.
Помер 19 березня 1963 р. в Києві. 